# 群馬県道349号花輪停車場線
群馬県道349号花輪停車場線（ぐんまけんどう 349ごう はなわていしゃじょうせん）は、群馬県みどり市東町花輪のわたらせ渓谷鐵道花輪駅前から群馬県道345号花輪水沼線に至る一般県道である。

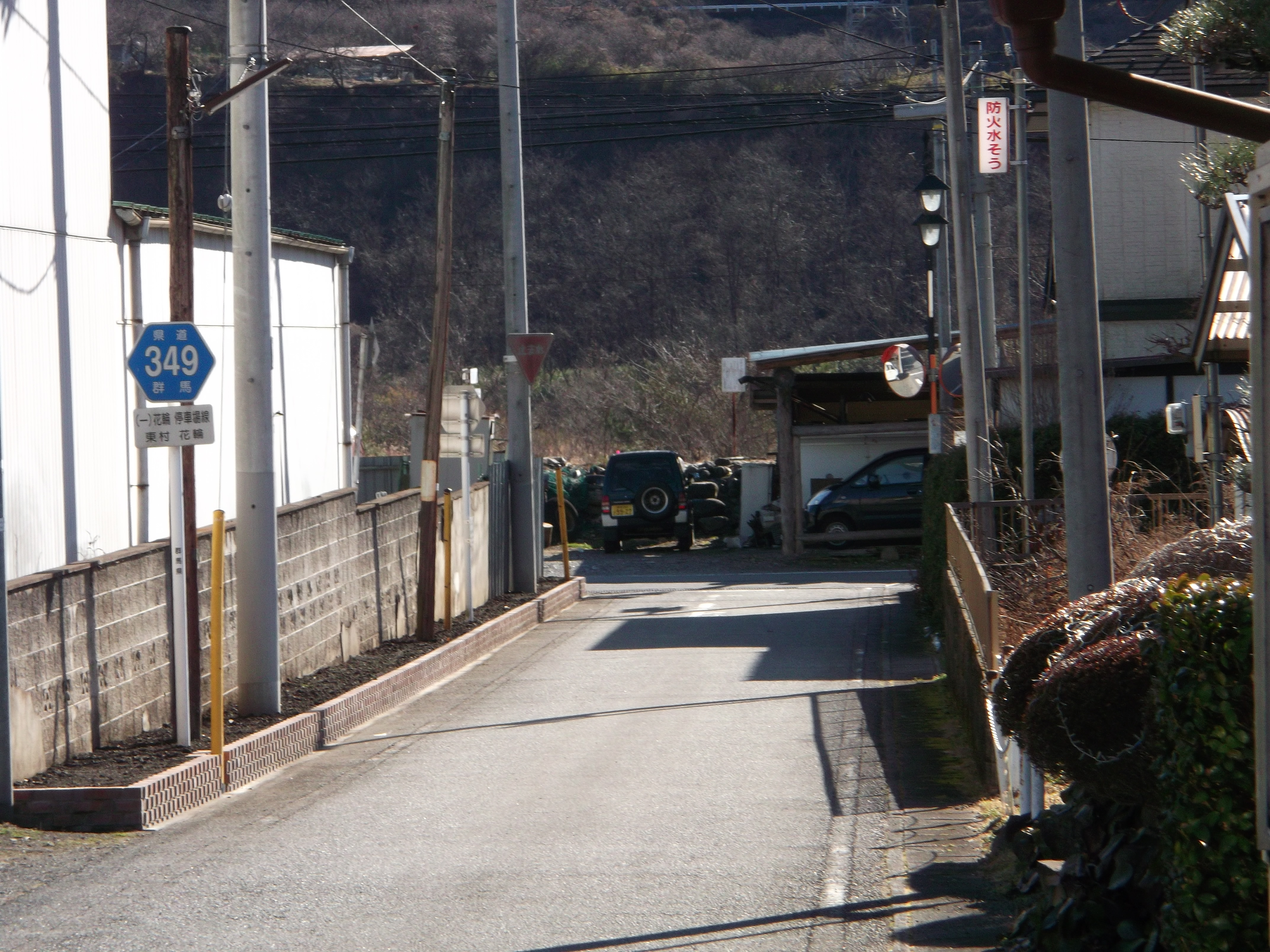

## 路線データ
- 起点：わたらせ渓谷鐵道 花輪駅前[1]
- 終点：みどり市東町花輪（群馬県道345号花輪水沼線交点）[注釈 1]

## 歴史
- 1959年（昭和34年）9月18日：群馬県より現・道路法に基づき、県道花輪停車場線（花輪停車場 - 県道日光大間々線交点〈勢多郡東村〉、整理番号80）が路線認定される[2]。
  - 同時に、前身路線にあたる県道花輪停車場花輪線（花輪停車場 - 勢多郡東村、整理番号53）が路線廃止される[3]。

## 交差する道路
- 群馬県道345号花輪水沼線 - 終点